# Copiadora heliogràfica
Una copiadora heliogràfica o duplicadora heliogràfica és un aparell utilitzat al món de la reprografia per a realitzar còpies per contacte sobre paper, a partir de dibuixos originals fets amb aquesta fi en paper de calc, paper vegetal o qualsevol altre material transparent o translúcid utilitzant diferents procediments entre ells les tecnologies cianotípia i diazotípia. En termes generals s'utilitza algun tipus de copiadora heliogràfica per a la fabricació de:, gravats hectogràfics, gravats de Ferro-gal·li, -litografies gel o impressions sobre halur de plata. Tots ells, fins a una certa grandària, es pot aconseguir usant una copiadora de contacte amb un llum apropiat (ultraviolat, etc ..), però per als plànols d'enginyeria i arquitectura de grans dimensions, les copiadores heliogràficas utilitzades amb tecnologies de cianotípia i diazotípia, solen ser de corrons de grans dimensions (que permeten passar l'amplària del rotllo), raó per la qual són completament diferents d'una duplicadora de contacte que sol arribar fins a DIN A3 .
En la parla dels enginyers, arquitectes i dibuixants, el plànol resultant del procés de còpia tenia tradicionalment el nom de Blueprint, derivat del color del fons de la tècnica de cianotípia, la versió anterior del procés de còpies de plànols. Quan la diazotípia a base de compostos de diazo va canviar el color de fons al blanc, en els entorns tècnics, per tradició, es va mantenir el nom de Blueprint per a les còpies de plànols tècnics, encara que als països de parla anglesa, el nom es va intentar canviar de Blueprint a Whiteprint. El paper heliogràfic té una mida estàndard en amplària (des de 30 cm fins a 60 cm), abans d'exposar-lo, es talla el paper a la longitud requerida per l'original.

## Història
La sensibilitat a la llum de certs productes químics utilitzats en el procés cyanotype, ja era conegut quan el científic anglès i astrònom Sir John Herschel va descobrir el procediment en 1842 i diversos altres processos d'impressió relacionats van ser patentats per la dècada de 1890. Quan Herschel va desenvolupar el procés, ho considerava principalment com un mitjà per reproduir notes i diagrames, com el seu ús en els plànols .,

## Cyano-Copiadora

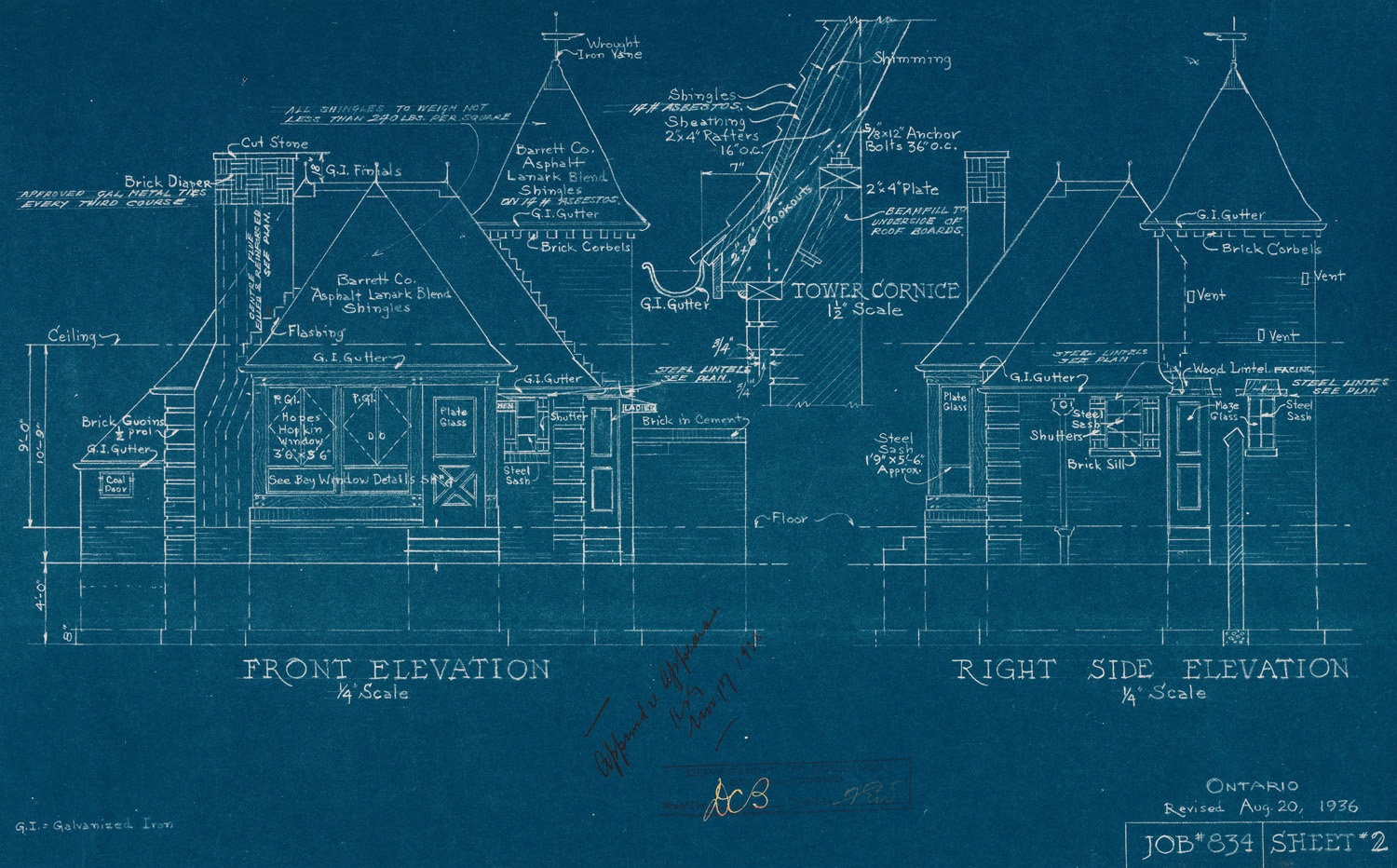
Architectural drawing, Canada, 1936

Es tracta d'un procediment senzill per a la reproducció de qualsevol document sobre un suport que permeti el pas la llum. Els enginyers i arquitectes feien els seus dissenys en paper de qualitat; Aquests es copiaven a mà sobre paper vegetal usant tinta xinesa i s'arxivaven per reproduir-los amb la Cyano-Copiadora sempre que fos necessari.
El procés Blueprint elimina la despesa de la reproducció foto-litogràfica o el copiat a mà de dibuixos originals. En la dècada de 1890 en els estudis d'arquitectura de norteamèrica, el cost dels blueprint era la desena part del cost d'una reproducció feta a mà. El procés blueprint encara s'utilitza per a efectes artístics i fotogràfics especials, sobre paper o sobre tela.
S'han utilitzat diferents processos Blueprint a força de compostos fèrrics fotosensibles. El més conegut és probablement un procés que utilitza el citrat fèrric d'amoni com a component sensible i el ferricianur de potassi com a revelador. En aquest procediment es forma un compost clarament blau, el procés també es coneix com a cyanotype. El paper s'impregna amb una solució de citrat fèrric d'amoni i s'asseca. Quan el paper s'exposa a la llum, es produeix una foto-reacció que converteix el ferro trivalent (fèrric) en ferro bivalent (ferrós). Llavors es revela la imatge utilitzant una solució de ferricianur de potassi formant ferrocianur fèrric que és insoluble (blau de Turnbell idèntic al blau de Prússia) amb ferro bivalent. L'excés de citrat fèrric d'amoni i de ferricianur de potassi s'eliminen per rentat.

### Característiques
En un procediment normal es barregen en igual quantitat una solució al 8% de ferricianur de potassi i una solució al 20% de citrat d'amoni i ferro (III). Aquesta solució fotosensible s'aplica a una superfície (com a paper) i es deixa assecar en la foscor. Les cianotípies poden ser realitzades en qualsevol superfície capaç d'absorbir la solució de ferro. Encara que el paper és el mitjà preferit, s'han utilitzat altres materials.
En exposar la superfície a la llum ultraviolada, el ferro a les àrees exposades es redueix, canviant el paper al color blau (cian) que dona nom al procediment. El canvi de color depèn de la quantitat de llum, però poden obtenir-se resultats acceptables després d'una exposició de 10 a 20 minutos en un dia assolellat. Les impressions poden fer-se amb negatiu de gran format, i pel·lícula litogràfica, o qualsevol objecte quotidià pot utilitzar-se per produir fotograma.
Després se sotmet a un esbandit final que elimina les substàncies solubles del paper i només queda el colorant blau format.
El procés pot accelerar-se submergint la impressió en una solució al 3% d'aigua oxigenada (peròxid d'hidrogen).

## Diazo-Copiadora

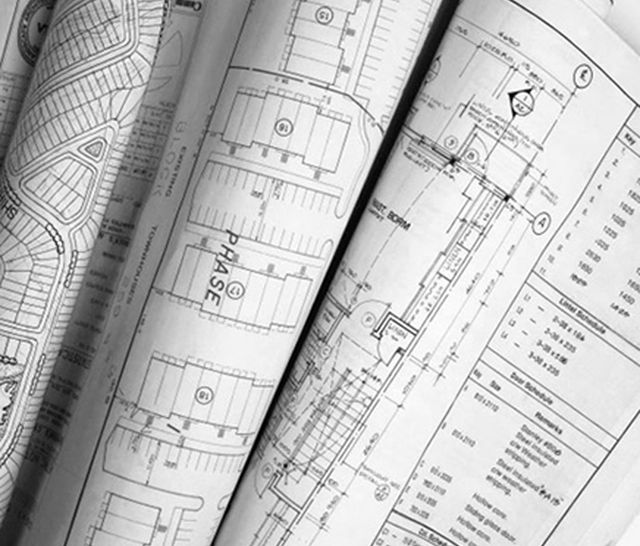
Còpies diazo de plànols

Els whiteprints van reemplaçar el procés blueprint per a la reproducció de dissenys d'arquitectura i d'enginyeria a causa que el procés era més simple i emprava menys productes químics tòxics.
Una impressió de la línia blava no és permanent i s'esvairà si s'exposa a la llum durant setmanes o mesos, però una impressió de dibuix que dura només uns pocs mesos és suficient per a molts propòsits (p-i-ː impressions de prova)
Se'ls va donar els diferents nomsː "whiteprint copier", "blue-line copier" o "diazo copier", a causa de la naturalesa del procés, que consisteix a exposar a una llum ultraviolada un document prèviament sensibilitzades amb un component denominat diazo, revelant-ho finalment en un bany (una solució de amoniaco en aigua) que converteix les parts no exposades a la llum, a un color blau fosc (línia blava) sobre un fons gairebé blanc.

### Característiques
Una tènue olor d'amoníac i el to tènuement morat del paper són les característiques principals d'una diazo-còpia. Les línies fosques en l'original queden com a traços d'un color violeta fosc i els espais en blanc d'un color blanc tènuement violeta. La part posterior dels plànols és d'un color crema en el qual es van degradant els dobleces que queden d'un altre color.
Les còpies diazo són variables en longitud i per a això el paper heliogràfic té unes mides estàndard en amplària (des de 30 cm fins a 60 cm), tallant al final el paper a la longitud de l'original.
El paper usat per a les còpies diazo ha d'estar sensibilitzat a la llum ultraviolada d'un tipus bond-paper o d'un altre tipus similar.

## Operació
S'introdueix l'original conjuntament amb el paper sensibilitzat dins d'uns corrons que els arrosseguen exposant-los pas a pas a una font de llum ultraviolada, normalment i un llum de llum negra, de forma similar a l'acció manual d'exposar tots dos papers fortament units directament a la llum solar.
- En la ciano-copiadora, un cop exposat, el paper copiat se submergeix en una solució de revelat a partir de ferricianur de potassi i ha de ser rentat amb aigua per eliminar l'excés de citrat fèrric d'amoni i de ferricianur de potassi .

- En la diazo-copiadora, un cop exposat. el paper se submergeix en una solució de revelador feta a base d'amoníac (o bé al vapor d'amoníac) que deixa en les zones del paper no exposades a la llum (normalment les línies del dibuix fetes amb tinta xina) un característic color violat fosc.